# El Ganso
El Ganso (en asturleonés, El Gansu) es una localidad española de la provincia de León, en la comunidad autónoma de Castilla y León. Se encuentra en la comarca de La Maragatería y pertenece al municipio de Brazuelo. Se trata de una de las poblaciones del Camino de Santiago.
En este pueblo es típico como en toda la región maragata el cocido maragato.

## Fiestas
- 25 de julio: Apóstol Santiago
- 15 de agosto: Asunción de Nuestra Señora

## Demografía
| 1900 |  | 2010 |
| ---- |  | ---- |
| 204  |  | 36   |